# Пашуково (Московская область)
Пашуково — деревня в Богородском городском округе Московской области России, ранее до 9 января 2019 входила в состав сельского поселения Ямкинское.

## Население
| 1852 | 1859 | 1926 | 2002 | 2006 | 2010 |
| ---- | ---- | ---- | ---- | ---- | ---- |
| 234  | ↗280 | ↗346 | ↘60  | ↘24  | ↗55  |

## География
Деревня Пашуково расположена на северо-востоке Московской области, в западной части Ногинского района, примерно в 44 км к востоку-северо-востоку от центра города Москвы и 13 км к северо-западу от центра города Ногинска, по правому берегу реки Жмучки бассейна Клязьмы.
В 9 км к югу от деревни проходит Горьковское шоссе М7, в 4 км к северо-западу — Щёлковское шоссе А103, в 6 км к юго-западу — Монинское шоссе Р109, в 8 км к северо-востоку — Московское малое кольцо А107. Ближайшие населённые пункты — село Воскресенское, деревни Авдотьино, Мишуково и Пятково.
В деревне семь улиц — Береговая, Горная, Игорная, Полевая, Приозёрная, Сиреневая и Солнечная.

## История
В середине XIX века деревня относилась ко 2-му стану Богородского уезда Московской губернии и принадлежала князю Василию Васильевичу Долгорукову, в деревне был 31 двор, крестьян 109 душ мужского пола и 125 душ женского.
В «Списке населённых мест» 1862 года — владельческая деревня 2-го стана Богородского уезда Московской губернии по левую сторону Мало-Черноголовского тракта (между Владимирским шоссе и Стромынским трактом), в 15 верстах от уездного города и 12 верстах от становой квартиры, при реке Жмучке, с 33 дворами и 280 жителями (133 мужчины, 147 женщин).
По данным на 1890 год — деревня Ямкинской волости 3-го стана Богородского уезда, при деревне работало 7 полушёлковых фабрик.
В 1913 году — 65 дворов и земское училище.
По материалам Всесоюзной переписи населения 1926 года — центр Пашуковского сельсовета Пригородной волости Богородского уезда в 12,8 км от Владимирского шоссе и 16 км от станции Богородск Нижегородской железной дороги, проживало 346 жителей (159 мужчин, 187 женщин), насчитывалось 74 хозяйства, из которых 57 крестьянских, имелись школа 1-й ступени и изба-читальня.
С 1929 года — населённый пункт Московской области.
Административно-территориальная принадлежность
1929—1930 гг. — центр Пашуковского сельсовета Богородского района.
1930—1959, 1962—1963, 1965—1977 гг. — центр Пашуковского сельсовета Ногинского района.
1959—1962 гг. — деревня Балобановского сельсовета Ногинского района.
1963—1965 гг. — центр Пашуковского сельсовета Орехово-Зуевского укрупнённого сельского района.
1977—1994 гг. — деревня Пашуковского сельсовета Ногинского района (центр перенесён в деревню Пятково).
1994—2006 гг. — деревня Пашуковского сельского округа Ногинского района.
С 2006 года — деревня сельского поселения Ямкинское Ногинского муниципального района.